# Semi-marathon de Boulogne-Billancourt
Le Semi-marathon de Boulogne-Billancourt est une course à pied d'une distance classique de 21,1 km dans la ville de Boulogne-Billancourt, en France. Il a lieu tous les ans depuis 1997.
Depuis 2011, le semi-marathon de Boulogne-Billancourt fait partie des IAAF Road Race Label Events, dans la catégorie des « Labels de bronze ».
L'édition 2011 voit un doublé éthiopien, avec la victoire de Ejigu Sentayehu Merga chez les hommes, et Goitetom Haftu Tesema chez les femmes.

## Vainqueurs
| Année | Hommes                        | Pays     | Temps           | Femmes                     | Pays     | Temps           |
| ----- | ----------------------------- | -------- | --------------- | -------------------------- | -------- | --------------- |
| 1997  | José Azede                    | France   | 1 h 08 min 00 s | Eva Petrik                 | Hongrie  | 1 h 19 min 41 s |
| 1998  | Sami M'Tougi                  | France   | 1 h 07 min 38 s | Zoya Kaznovska             | Ukraine  | 1 h 21 min 03 s |
| 1999  | David Ndegwa Maina            | Kenya    | 1 h 04 min 25 s | Faustine Keitany           | Kenya    | 1 h 15 min 45 s |
| 2000  | Wilson Onsare                 | Kenya    | 1 h 04 min 55 s | Olga Mitchourina           | Russie   | 1 h 15 min 15 s |
| 2001  | Julius Maritim                | Kenya    | 1 h 02 min 42 s | Beatrice Omwanza           | Kenya    | 1 h 13 min 29 s |
| 2002  | Isaac Macharia                | Kenya    | 1 h 02 min 46 s | Magdaline Chemjor          | Kenya    | 1 h 12 min 53 s |
| 2003  | Luke Metto                    | Kenya    | 1 h 02 min 22 s | Elizabeth Mongudhi         | Namibie  | 1 h 16 min 47 s |
| 2004  | Duncan Kibet                  | Kenya    | 1 h 01 min 51 s | Sally Jemutai Kimaiyo      | Kenya    | 1 h 14 min 16 s |
| 2005  | David Langat                  | Kenya    | 1 h 00 min 47 s | Meriem Wangari             | Kenya    | 1 h 12 min 00 s |
| 2006  | Jackson Rono Matelong         | Kenya    | 1 h 04 min 25 s | Eunice Orwaru              | Kenya    | 1 h 15 min 18 s |
| 2007  | Gideon Kipchumba Mitei        | Kenya    | 1 h 02 min 37 s | Lydia Mathati Njeri        | Kenya    | 1 h 13 min 27 s |
| 2008  | Nicholas Manza                | Kenya    | 1 h 00 min 12 s | Emily Rotich               | Kenya    | 1 h 10 min 53 s |
| 2009  | Samson Kiflemariam            | Érythrée | 1 h 02 min 50 s | Firehiwot Dado             | Éthiopie | 1 h 09 min 26 s |
| 2010  | Samson Gebreyohannes          | Érythrée | 1 h 03 min 01 s | Sarah Chepchirchir         | Kenya    | 1 h 11 min 01 s |
| 2011  | Ejigu Sentayehu Merga         | Éthiopie | 1 h 01 min 38 s | Goitetom Haftu Tesema      | Éthiopie | 1 h 10 min 57 s |
| 2012  | Tesfaalem Gebrearegawi Mehari | Éthiopie | 1 h 01 min 07 s | Kiros Tigsti Gebreselassie | Éthiopie | 1 h 11 min 11 s |
| 2013  | Franklin Chepkwony            | Kenya    | 1 h 00 min 11 s | Sarah Jepchirchir          | Kenya    | 1 h 10 min 33 s |
| 2014  | Itayal Atnafu                 | Éthiopie | 1 h 01 min 03 s | Dada Bedada Bekelech       | Éthiopie | 1 h 11 min 10 s |
| 2016  |                               |          |                 |                            |          |                 |
| 2017  | Hiskel Tewelde                | Érythrée | 1 h 01 min 13 s | Rehima Tusa                | Éthiopie | 1 h 08 min 26 s |
| 2018  | Girma Taye                    | Éthiopie | 1 h 00 min 55 s | Parendis Lekapana          | Kenya    | 1 h 10 min 48 s |
| 2019  | Kipkoech Felix                | Kenya    | 1 h 00 min 12 s | Jelagat Meto Nancy         | Kenya    | 1 h 08 min 24 s |
| 2020  |                               |          |                 |                            |          |                 |
| 2021  | Ouhmad Mouad                  | Maroc    | 1 h 04 min 40 s | Normand Elodie             | France   | 1 h 14 min 10 s |
| 2022  | Raileanu Maxim                | Moldavie | 1 h 03 min 09 s | Nyaboke Beatrice           | Kenya    | 1 h 09 min 35 s |

## Parcours
Le tracé du semi-marathon démarre à l'Hôtel de Ville et passe par les quais de Seine. La deuxième partie du parcours se déroule dans le bois de Boulogne avec un passage à côté de l'hippodrome de Longchamp. Le retour se fait de nouveau le long de la Seine pour une arrivée à l'Hôtel de Ville.